# Большое Шипицыно
Большое Шипицыно — деревня в Красноборском районе Архангельской области. Входит в состав Белослудского сельского поселения.

## География
Находится в юго-восточной части Архангельской области на расстоянии приблизительно 10 км на запад по прямой от административного центра поселения деревни Большая Слудка.

## История
В 1859 году здесь (деревня Сольвычегодского уезда Вологодской губернии) было учтено 5 дворов.

## Население
Численность населения: 36 человек (1859 год), 0 в 2002 году, 1 в 2010.